# Пирки (Гомельская область)
Пирки (бел. Пі́ркі) — упразднённая деревня в Храковичском сельсовете Брагинского района Гомельской области Беларуси.

## География

### Расположение
В 32 км на юг от Брагина, 13 км от железнодорожной станции Иолча (на линии Овруч — Полтава), 147 км от Гомеля.
Находится на территории Полесского радиационно-экологического заповедника.

## Транспортная сеть
Рядом автодорога Комарин — Брагин.
Планировка состоит из прямолинейной улицы, близкой к широтной ориентации, которая на востоке присоединяется к меридиональной улице. Застройка деревянными домами усадебного типа.

## История
По письменным источникам известна с XVIII века, как деревня в Речицком повете Минского воеводства. После 2-го раздела Речи Посполитой (1793 год) в составе Российской империи. В 1811 году село во владении Ракицких. В 1850 году владение Прозора. Согласно переписи 1897 года находились хлебозапасный магазин, школа грамоты. В 1908 году в Савицкой волости Речицкого повета Минской губернии.
С 8 декабря 1926 года до 1987 года центр Пирковского сельсовета Комаринского, с 25 декабря 1962 года Брагинского районов Речицкой, с 9 июня 1927 года Гомельского (с 26 июля 1930 года) округов, с 1938 года Полесской, с 8 января 1954 года Гомельской областей.
В 1920-е годы действовали школа и отделение потребительской кооперации. В 1930 году организован колхоз «Красный строитель», работали кузница и ветряная мельница.
Во время Великой Отечественной войны в апреле 1943 года партизаны разгромили созданный оккупантами в деревне гарнизон. Каратели в мае 1943 года убили 12 жителей (похоронены в могиле жертв фашизма на западной окраине), а в ноябре 1943 года сожгли 93 двора. В боях за освобождение деревни в сентябре — октябре 1943 года погибли 123 солдата 89-го и 9-го гвардейского стрелкового корпусов 61-й армии, а также 37 партизан отряда имени М. М. Коцюбинского (похоронены в братской могиле в центре деревни). Среди похороненных Герои Советского Союза С. К. Головашенко и В. Ф. Загайнов.
В 1959 году была центром совхоза «Пирки». Размещались комбинат бытового обслуживания, библиотека, детские ясли, фельдшерско-акушерский пункт, отделение связи, столовая.
В 1980-х годах было начато строительство посёлка Солнечный (население 1000 человек).
20 августа 2008 года деревня упразднена.

## Население
После катастрофы на Чернобыльской АЭС и радиационного загрязнения жители (476 семей) переселены в 1986 году в чистые места.

### Численность
- 2010 год — жителей нет

### Динамика
- 1850 год — 50 дворов, 343 жителя
- 1897 год — 79 дворов, 496 жителей (согласно переписи)
- 1908 год — 120 дворов, 703 жителя
- 1940 год — 196 дворов
- 1959 год — 552 жителя (согласно переписи)
- 1985 год — 1 236 человек
- 1986 год — жители (476 семей) переселены

## Достопримечательности
- Могила жертвам фашизма. Расположена на западном краю деревни. Похоронены 12 мирных жителей, погибших от немецко-фашистских захватчиков в мае 1943 года. В 1977 году на могиле установлена плита.
- Братская могила советских воинов и партизан (1943). Похоронено 123 воина 89-го и 8-го гвардейского стрелкового корпуса 61 армии, а также 35 партизан отряда имени М. М. Коцюбинского Черниговского партизанского объединения, которые погибли в сентябре-октябре 1943 года при освобождении деревни Пирки и ближайших населённых пунктов от немецко-фашистских захватчиков. Среди похороненных - Герой Советского Союза Сергей Куприянович Головашенко и Василий Фёдорович Загайнов. В 1958 году на могиле установлен памятник — скульптура воина.